# 韓超
韓 超（かん ちょう、Han Chao、1799年 - 1878年）、字は南渓。清末の官僚。
直隷省昌黎出身。1834年、副貢（郷試の補欠合格者）となる。1842年、天津の海防を献策して、州判に登用され、貴州省独山に赴任した。独山は匪賊が多く難治の地といわれていたが、韓超は団練を組織して匪賊を討伐したため、胡林翼に評価された。
1854年、桐梓の楊鳳が蜂起して遵義を包囲した。韓超は援軍に駆けつけ、遵義の包囲を解き、楊鳳を斬った。1855年に各地でミャオ族の反乱がおきると、韓超は鎮圧のため転戦し、石阡知府となった。さらに四川総督駱秉章・湖南巡撫胡林翼の援助を得て戦功を立て、1859年に貴州粮儲道に昇進した。1861年、按察使代理となったが、提督の田興恕の推薦で布政使待遇が加えられ、バトゥルの称号が与えられた。さらに貴州巡撫となり、欽差大臣となった田興恕とともに貴州省の反乱の鎮圧の責任者となった。
1862年、天柱の姜映芳率いるトン族の蜂起を鎮圧した。その後、南部の張凌翔率いる回族の蜂起軍や四川省から侵入した石達開率いる太平天国軍と戦ったが、田興恕が教案の責任を問われて解任されると、貴州省の軍は弱体化した。1863年、韓超は病のため辞職して故郷に帰った。死後、果靖の諡号が贈られた。